# Mimeusemia vittata
Mimeusemia vittata är en fjärilsart som beskrevs av Butler 1875. Mimeusemia vittata ingår i släktet Mimeusemia och familjen nattflyn. Inga underarter finns listade i Catalogue of Life.